# Gruppo dei combattenti islamici libici
Il Gruppo dei combattenti islamici libici (in arabo: الجماعة الإسلامية المقاتلة بليبيا, Al-Jama'a al-Islamiyyah al-Muqatilah bi-Libya), conosciuto anche con la sigla LIFG, è un'organizzazione terroristica  fondata negli anni ottanta del XX secolo dai mujaheddin libici veterani della guerra tra Unione Sovietica e Afghanistan. A partire dal 6 ottobre 2001 l'organizzazione è stata inserita fra le organizzazioni legate ad Al Qaeda, Osama bin Laden e i talebani. Successivamente, su decisione della commissione chiamata a eseguire le risoluzioni 1267 e 1989 del Consiglio di sicurezza ONU su Al Qaeda e le altre organizzazioni terroristiche islamiche, il gruppo è stato messo al bando a livello internazionale. Il 22 giugno 2011, tuttavia, il Consiglio di sicurezza ONU ha escluso Mohammad Benhammedi, precedentemente accusato di essere uno dei finanziatori dell'organizzazione, dai soggetti sottoposti alle sanzioni anti-terrorismo.
Abd al-Hakim Balhaj, membro dei combattenti islamici, è stato il comandante delle Milizie del Consiglio Militare nella conquista di Tripoli dell'agosto 2011, ove, fino al suo rilascio avvenuto nel mese di marzo del 2010, era rimasto in cella come dirigente del LIFG. Pochi giorni dopo Balhaj criticò aspramente la partecipazione delle autorità statunitensi e britanniche al suo arresto ed annunciò di voler prendere in considerazione un'azione legale contro di esse.